# 真室川町立真室川小学校
真室川町立真室川小学校（まむろがわちょうりつ まむろがわしょうがっこう）は、山形県最上郡真室川町大字川の内にある公立小学校。真室川町内の学校としては、最も歴史が古い。

## 沿革
（この節の出典：）
- 1909年（明治42年）
  - 4月 - 内町・川ノ内・平岡の3尋常小学校を統合し、真室川尋常小学校（7学級・春木分教場併設）と開校。
  - 5月 - 高等科併設し、真室川尋常高等小学校と改称。
- 1911年（明治44年） - 青年家学会開設。
- 1914年（大正3年） - 三滝と栗谷沢に臨時分教場設置。付設実業補習学校認可。
- 1915年（大正4年） - 栗谷沢分教場が常設分教場となる（栗谷沢・関沢・三滝）。
- 1918年（大正7年） - 奉安庫建設。
- 1923年（大正12年） - 三滝分教場常設となる。
- 1925年（大正14年） - 女子通年制補習学校併設。
- 1937年（昭和12年） - 校訓と校章を制定（神室山のとうげふきを図案化）。
- 1941年（昭和16年） - 国民学校令により、真室川国民学校と改称。
- 1947年（昭和22年） - 新学制により、真室川村立真室川小学校と改称。PTA発足。
- 1948年（昭和23年） - 週五日制授業実施（3年間のみで廃止）。
- 1950年（昭和25年）4月1日 - 真室川村の町制施行により、真室川町立真室川小学校と改称。
- 1957年（昭和32年） - 春木分校と三滝分校を釜淵小学校所属に変更。
- 1959年（昭和34年） - 創立50周年記念として、グランドピアノ購入。
- 1961年（昭和36年） - 校歌制定。文集「ふきのとう」復刊。
- 1963年（昭和38年） - 新校舎完成。
- 1964年（昭和39年） - 校旗制定。学校給食開始。
- 1969年（昭和44年） - 創立60周年記念 雲梯一基設置。
- 1970年（昭和45年） - プール新設。栗谷沢分校を本校に統合。
- 1979年（昭和54年） - 創立70周年記念として、紅白幕と遊具を整備。
- 1982年（昭和57年） - 特別支援学級「わかすぎ」設置
- 1988年（昭和63年） - 創立80周年に向け、金管バンド発足。廃品回収作業開始。
- 1989年（平成元年） - 創立80周年記念航空写真撮影実施。
- 1992年（平成4年） - マーチングバンドが、「べにばな国体」に参加。
- 1994年（平成6年）
  - 3月 - 体育館完成。
  - 8月 - 新校舎完成。
- 1995年（平成7年）
  - 6月 - 屋外施設設備完成。
  - 8月 - 落成記念式典挙行し、祝賀会開催。慈愛像建立。
- 1997年（平成9年） - 三角花壇造成。
- 1998年（平成11年） - 創立90周年記念の記念文集発行。航空写真撮影実施。
- 2000年（平成12年） - 特別支援学級「しらとり」設置。
- 2002年（平成14年） - 通級指導「ことばの教室」設置。
- 2009年（平成21年） - 創立100周年記念として、校歌碑建立し、航空写真撮影。真小っ子祭開催し、記念誌発行。
- 2010年（平成22年） - 個別支援「パワーアップ教室」開設。
- 2016年（平成28年） - 新安久土橋完成。
- 2019年（令和元年） - 創立110周年記念式典挙行し、スクールコンサート開催。校歌額設置。航空写真撮影実施。
- 2023年（令和5年） - 特別支援学級「みどり」設置。くじらホールの改修工事実施。

## 教育目標
未来を見つめ、夢や希望を持ち学び続ける子どもの育成

## 通学区域と進学先中学校
（この節の出典：）

### 通学区域
- 大字新町（全域）
- 大字平岡（全域）
- 大字木の下（全域）
- 大字内町（全域）
- 大字川の内（三滝と春木を除く）
- 大字大沢（蟻喰(ありばみ)のみ）

### 進学先中学校
- 真室川町立真室川中学校

## 周辺
- 山形県道35号真室川鮭川線
- 金山川
- 真室川
  - 金山川は、本校付近で、真室川に合流する。
- JR東日本奥羽本線 - 線路はすぐ近くを通るが、真室川駅は少し離れている。
- また、金山川の南側は、真室川町中心部となる。

## アクセス
- 真室川町コミュニティバス「及位線」で、「小学校前」停留所下車
- JR奥羽本線真室川駅から、
  - 徒歩約680m・約10分。
  - 上述の真室川町コミュニティバス「及位線」に乗車し3分（及位行第1便(元町通過便)は2分）、「小学校前」停留所下車。